# Jet (België)
Jet is een gehucht van de voormalige gemeente Sovet vóór de fusie van de gemeenten in 1977. Jet maakt nu deel uit van de stad Ciney.

## Geografie
Jet is gelegen in de gemeente Ciney in de provincie Namen .